# Citronella apogon
Citronella apogon är en järneksväxtart som först beskrevs av August Heinrich Rudolf Grisebach, och fick sitt nu gällande namn av Howard. Citronella apogon ingår i släktet Citronella och familjen Cardiopteridaceae. Inga underarter finns listade i Catalogue of Life.